# Danepteryx adiuncta
Danepteryx adiuncta är en insektsart som beskrevs av Doering 1940. Danepteryx adiuncta ingår i släktet Danepteryx och familjen sköldstritar. Inga underarter finns listade i Catalogue of Life.